# Henadzi Aliashchuk
Henadzi Aliashchuk –en bielorruso, Генадзі Аляшчук; en ruso, Геннадий Олещук, Guennadi Oleshchuk– (Babruisk, URSS, 29 de junio de 1975) es un deportista bielorruso que compitió en halterofilia.
Participó en los Juegos Olímpicos de Sídney 2000, obteniendo una medalla de bronce en la categoría de 62 kg. Ganó una medalla de oro en el Campeonato Mundial de Halterofilia de 2001 y una medalla de bronce en el Campeonato Europeo de Halterofilia de 2003.

## Palmarés internacional
| Juegos Olímpicos   | Juegos Olímpicos   | Juegos Olímpicos  | Juegos Olímpicos |
| Año                | Lugar              | Medalla           | Categoría        |
| ------------------ | ------------------ | ----------------- | ---------------- |
| 2000               | Sídney (Australia) | Medalla de bronce | kg               |
| Campeonato Mundial |                    |                   |                  |
| Año                | Lugar              | Medalla           | Categoría        |
| 2001               | Antalya (Turquía)  | Medalla de oro    | 62 kg            |
| Campeonato Europeo |                    |                   |                  |
| Año                | Lugar              | Medalla           | Categoría        |
| 2003               | Lutraki (Grecia)   | Medalla de bronce | 62 kg            |